# Австралийская коралловая кошачья акула
Австралийская коралловая кошачья акула (лат. Atelomycterus macleayi) — один из видов рода коралловых кошачьих акул (Atelomycterus), семейство кошачьих акул (Scyliorhinidae).

## Ареал
Это эндемичный вид, обитающий на очень ограниченной площади, которая, вероятно, не превышает 20 000 кв.км. Он встречается в прибрежных тропических водах западной Австралии между Порт-Хэдлендом и островом Мелвиллом. на глубине 0,5—3,5 м. Эти акулы предпочитают песчаное или каменистое дно.

## Описание
Максимальная длина 60 см. Основной окрас светло-серого цвета, с чередующимися тёмно-серыми полосами и многочисленными чёрными пятнышками.

## Биология
У самцов и самок половая зрелость наступает при достижении длины 48 см и 51 см соответственно. Данный вид размножается, откладывая яйца длиной около 6,6 см и шириной 2,1 см. Новорожденные имеют в длину около 10 см.

## Взаимодействие с человеком
Коммерческой ценности не представляет. Международный союз охраны природы присвоил этому виду статус «Вызывающий наименьшие опасения».